# Flebotrombosi
La flebotrombosi, o trombosi venosa, è la presenza di trombosi all'interno delle vene.
Può causare embolia polmonare o, più raramente, embolia paradossa; inoltre è causa di sindrome post-trombotica con insufficienza venosa cronica. 
Si differenzia dalla tromboflebite in quanto il trombo non è conseguenza di un'infiammazione, la quale infatti esiste in misura molto minore ed è successiva alla formazione del trombo.

## Eziologia

### Fattori predisponenti
- Trombosi preesistenti
- obesità
- accidenti vascolari cerebrali
- immobilizzazione, compressione prolungata (come nel caso della sindrome della classe economica)
- insufficienza cardiaca, infarto miocardico, shock emodinamico
- farmaci: neurolettici, estrogeni, contraccettivi, tabacco
- sindrome d'iperviscosità, policitemia vera
- diuresi forzata
- sindrome da antifosfolipidi
- trombocitopenia di tipo II
- neoplasie

| Rischio operatorio                                        | Rischio trombotico | Rischio embolico | Rischio di morte |
| --------------------------------------------------------- | ------------------ | ---------------- | ---------------- |
| basso (<40 anni; interventi <30 minuti; scopie)           | 2%                 | 0,2%             | 0,02%            |
| medio                                                     | 10-40%             | 1-4%             | 0,4-1%           |
| alto (politrauma; operazioni al bacino, anche, ginocchio) | 40-80%             | 4-10%            | 1-5%             |

### Cause ereditarie
- Fattore V di Leiden, mutazione genetica più frequente: fino al 30% dei soggetti portatori di tale mutazione soffre di trombosi.
- Tasso di protrombina aumentato: 6% di casi di trombosi, con un rischio di embolia aumentato di 3 volte.
- Deficit in antitrombina AT III: rischio del 2% di trombosi, ma con un rischio di embolia aumentato di 100 volte.
- Iperomocisteinemia E72.1: rischio superiore al 20% con trombi sia venosi che arteriosi. Negli eterozigoti il rischio di embolia è aumentato di 2,5 volte.
- Deficit di proteina C e/o di proteina S: 5% dei pazienti con trombosi. Rischio di embolia aumentato di 7 volte.
- Altre rare cause genetiche.

| Contraccezione orale | Fattore V di Leiden | Fattore di moltiplicazione del rischio trombotico |
| -------------------- | ------------------- | ------------------------------------------------- |
| no                   | no                  | 1                                                 |
| no                   | eterozigosi         | 7                                                 |
| no                   | omozigosi           | 80                                                |
| si                   | no                  | 4                                                 |
| si                   | eterozigosi         | 30                                                |
| si                   | omozigosi           | >200                                              |

## Profilassi
La somministrazione di eparina permette di ridurre il rischio di trombosi del 75%.